# Punctelia borreri
Punctelia borreri é uma espécie de líquen folioso da família Parmeliaceae [en]. É uma espécie comum e amplamente distribuída, encontrada em regiões tropicais, subtropicais e temperadas da África, Ásia, Austrália, Europa, América do Norte e América do Sul. O líquen geralmente cresce sobre a casca de árvores decíduas e, menos frequentemente, sobre rochas. Em alguns países europeus, foi observado um aumento na distribuição geográfica ou na frequência regional dessa espécie nas últimas décadas, atribuído, alternativamente, à redução dos níveis de dióxido de enxofre na atmosfera ou ao aumento das temperaturas devido às mudanças climáticas.
O líquen é caracterizado por uma superfície superior do talo de cor cinza-esverdeada a cinza-azulada, uma superfície inferior preta, pseudocifelas (pequenos poros que facilitam a troca gasosa) na superfície do talo e, quimicamente, pela presença de ácido girofórico na medula. Existem várias espécies semelhantes do gênero Punctelia, como P. subrudecta, P. perreticulata [en] e P. reddenda. Essas podem ser diferenciadas de P. borreri por variações na composição química, na natureza das estruturas reprodutivas vegetativas presentes no talo ou na coloração da superfície inferior do talo.
Punctelia borreri recebeu seu nome em homenagem a William Borrer, um botânico que realizou as primeiras coletas científicas do líquen na Inglaterra no início do século XIX. James Edward Smith foi o primeiro a publicar uma descrição científica da espécie em 1807, seguido, independentemente, por Dawson Turner, um ano depois. Posteriormente, a espécie foi designada como a espécie-tipo do gênero Punctelia por Hildur Krog, quando ela circunscreveu o novo gênero em 1982. Punctelia borreri é utilizada como componente na medicina tradicional chinesa. O líquen também abriga outros organismos, incluindo fungos endofíticos e fungos liquenícolas (que vivem exclusivamente em liquens como seus organismos hospedeiros).

## Taxonomia
O líquen foi formalmente descrito como Lichen borreri pelo botânico inglês James Edward Smith no 25º volume de sua obra English Botany, publicada em 1807. As primeiras coletas científicas foram realizadas por outro botânico inglês, William Borrer, cujo nome é homenageado no epíteto específico borreri. A localidade-tipo foi Sussex, onde Borrer observou que o líquen era "comum nos troncos de árvores, especialmente em árvores frutíferas". Smith descreveu as características específicas da nova espécie como: "folioso, ligeiramente imbricado, cinza-amarelado, uniforme, salpicado com verrugas brancas pulverulentas; seus segmentos sinuados, arredondados nas extremidades: marrom e fibroso por baixo. Escudos castanho brilhante." Ele sugeriu que a espécie havia sido negligenciada por botânicos até então, que poderiam tê-la confundido com a comum e amplamente distribuída Parmelia saxatilis. O holótipo coletado por Borrer agora faz parte da coleção de liquens do Museu de História Natural de Londres.

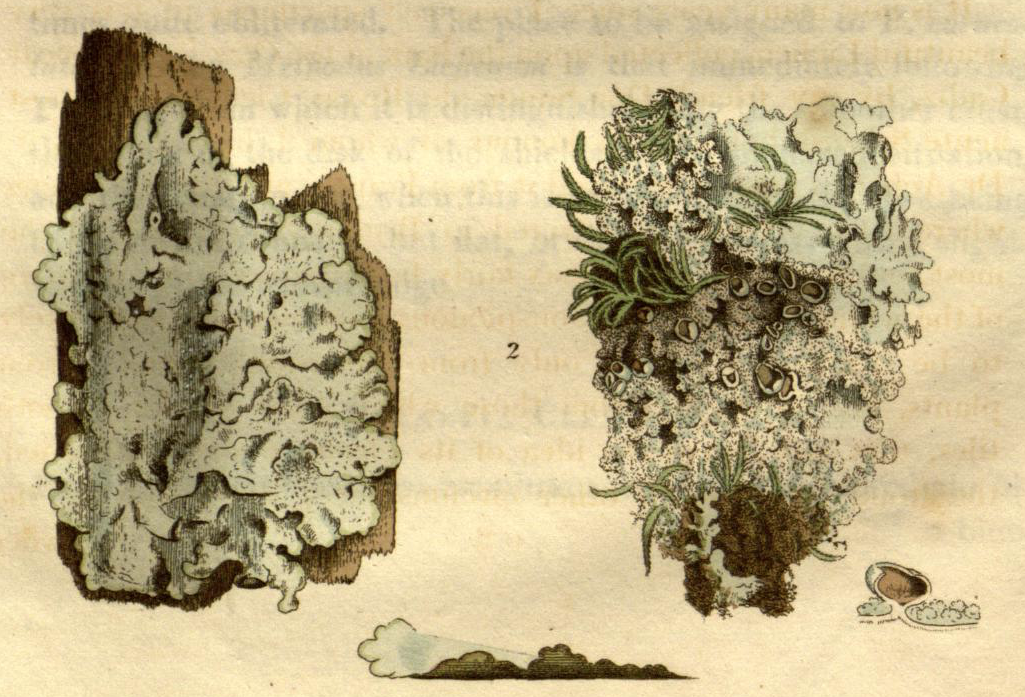
Várias vistas de Punctelia borreri, conforme retratado por Dawson Turner em sua descrição do líquen em 1808.

A espécie foi nomeada e descrita de forma independente como Parmelia borreri um ano antes, em 1806, por Dawson Turner, que, assim como Smith, examinou espécimes enviados por Borrer. Turner apresentou suas descobertas à Sociedade Lineana de Londres em 3 de junho de 1806 e, em uma publicação subsequente dois anos depois, forneceu uma descrição mais detalhada do líquen em inglês e latim. Ele mencionou que enviou amostras aos proeminentes botânicos suecos Erik Acharius e Olof Swartz, "ambos reconheceram que era completamente novo para eles e uma espécie muito distinta". Assim como Smith, Turner comparou e contrastou o líquen com Parmelia saxatilis; em sua opinião, duas características principais distinguem as duas espécies:
| “ | ... o talo de P. borreri é uniforme em todos os lugares e desprovido das veias elevadas tão marcantes e constantes em P. saxatilis; e os sorédios, que nesta espécie estão localizados sobre essas veias, como se resultassem de seu rompimento natural, e que frequentemente são confluentes por algum comprimento, em P. borreri estão espalhados sem ordem por toda a planta, e às vezes, em espécimes antigos, são tão numerosos que cobrem toda a superfície, exceto as extremidades. | ” |
Outras espécies de Parmelia morfologicamente semelhantes, com pseudocifelas puntiformes e rizinas simples, eram referidas como o grupo Parmelia borreri e, dentro do gênero Parmelia [en], foram classificadas na seção Parmelia, subseção Simplices, conforme definido por Mason Hale e Syo Kurokawa em 1965. Em 1982, Hildur Krog delimitou o novo gênero Punctelia, um segregado de Parmelia. As principais características que distinguem o novo gênero de Parmelia são o desenvolvimento das pseudocifelas, a química secundária da medula e a fitogeografia. Krog transferiu 22 espécies de Parmelia para Punctelia. Como o membro mais antigo publicado desse grupo, Punctelia borreri foi designada como a espécie-tipo do novo gênero.
A autoria deste táxon tem sido objeto de debate, pois, historicamente, alguns atribuíram a publicação do táxon a Turner. Embora Turner tenha sido o primeiro a nomear e descrever a espécie em sua apresentação à Sociedade Lineana em 1806, ele não publicou seu trabalho até 1808, um ano após a publicação de Smith. Smith reconhece claramente o trabalho de Turner, e seu texto indica que o líquen que ele chamou de Lichen borreri era sinônimo de Parmelia borreri de Turner. Por essa razão, a autoridade nomenclatural Index Fungorum indica que Parmelia borreri Turner ex Sm. não é um nome validamente publicado, conforme o artigo 36.1(b) do Código Internacional de Nomenclatura Botânica. Este artigo estabelece que "Um nome não é validamente publicado quando não é aceito por seu autor na publicação original ... quando é meramente citado como sinônimo". Em uma análise de 2005 sobre a posição taxonômica das novas espécies de liquens coletadas por Smith e publicadas em English Botany, Jack Laundon propôs corrigir a autoria após verificar que a data de publicação de Borrer era realmente anterior à de Turner, observando ainda que "agora é geralmente conhecido como Punctelia borreri (Sm.) Krog". Desde outubro de  2021, o Species Fungorum sugere que a autoria correta para esta espécie é Punctelia borreri (Turner) Krog, enquanto o MycoBank atribui Punctelia borreri (Sm.) Krog.

### Sinonímia
De acordo com o Index Fungorum, o táxon Parmelia pseudoborreri, descrito por Yasuhiko Asahina em 1951, é sinônimo de Punctelia borreri. O mesmo ocorre com o táxon Parmelia borreri var. pseudoborreri proposto por André Targé e Jacques Lambinon em 1965. Outro sinônimo, Imbricaria borreri, resulta da transferência proposta por Gustav Wilhelm Körber em 1846 do táxon para o gênero Imbricaria; este nome de gênero não é mais usado para liquen se é considerado sinônimo de Anaptychia. O táxon Punctelia borreri var. allophyla, publicado por August von Krempelhuber em 1878, é sinônimo de Punctelia borrerina.
Em alguns casos, táxons que foram historicamente propostos como subespécies ou variedades de Parmelia borreri foram elevados ao status de espécies distintas. Exemplos incluem:
- Parmelia borreri subsp. rudecta (Ach.) Fink (1910)[19] e Parmelia borreri var. rudecta (Ach.) Tuck. (1845)[20] = Punctelia rudecta[21]

- Parmelia borreri var. reddenda (Stirt.) Boistel (1903)[22] = Punctelia reddenda[23]
- Parmelia borreri var. subrudecta (Nyl.) Clauzade & Cl.Roux (1982)[24] = Punctelia subrudecta[25]
- Parmelia borreri var. ulophylla (Ach.) Nyl. (1872)[26] = Punctelia ulophylla[27]

O táxon Parmelia borreri var. coralloidea, proposto por Johannes Müller Argoviensis em 1887, é agora conhecido como Pseudocyphellaria glabra.

### Filogenética
A análise filogenética molecular foi utilizada para compreender melhor as relações evolutivas de Punctelia e determinar com maior precisão os limites das espécies. Na primeira análise molecular utilizando material genético de P. borreri, publicada em 1998, foi demonstrado que P. borreri se agrupa em um clado com P. subrudecta, confirmando sua relação genética e mostrando que a técnica poderia distinguir Punctelia de gêneros mais distantemente relacionados, como Parmelia e Parmelina. Em um estudo de 2001, a região SSU do DNA mitocondrial de várias espécies foi avaliada para determinar sua capacidade de identificar relações evolutivas na família Parmeliaceae. Limitações nas primeiras aplicações dessa técnica foram destacadas quando os dados sugeriram que P. borreri era mais próxima de Melanohalea elegantula do que de sua congênere, Punctelia subflava. Mais tarde, em 2005, foi demonstrado que a espécie ocupa um clado monofilético com P. perreticulata e P. subpraesignis. Pesquisas moleculares publicadas em 2016, utilizando uma amostragem maior de espécies de Punctelia, revelaram que existem cinco clados principais em Punctelia, cada um com padrões característicos na química da medula. Nesta análise, P. borreri é membro do clado E, que contém duas espécies com ácidos graxos como seus principais compostos químicos secundários. Outros membros deste clado, e portanto mais próximos, são P. subpraesignis, P. reddenda [en] e P. stictica [en].

## Descrição

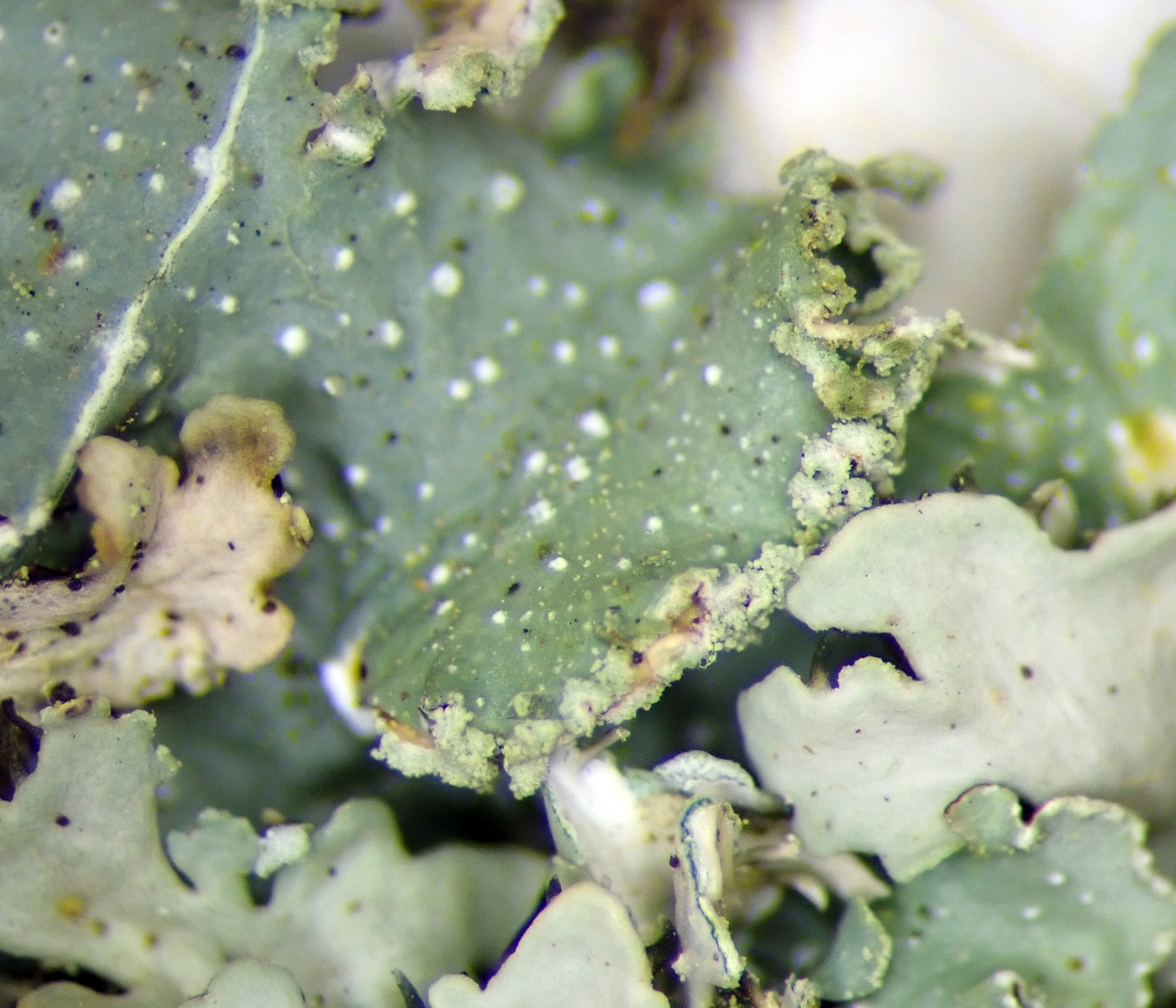
Detalhe do lobo mostrando a borda sorediada, pseudocifelas (manchas brancas) e picnídios (manchas pretas).

O talo de Punctelia borreri é folioso, formando rosetas que se fixam firmemente ao substrato, com até 10 cm de diâmetro. A cor da superfície superior do talo varia de cinza a cinza-azulada, cinza-esverdeada ou cinza-amarelada. Espécimes antigos de herbário tornam-se bege. Às vezes, as margens do talo são esbranquiçadas devido à pruína (um revestimento pulverulento); em outras ocasiões, apresentam um tom acastanhado. A pruína é frequentemente abundante, mas não está presente em todos os lobos. Em espécimes frescos, a pruína confere aos lobos uma cor glauca (verde-azulado opaco). A pruína consiste em cristais de oxalato de cálcio, um sal orgânico insolúvel excretado na superfície do talo.
A superfície tem uma textura lisa e brilhante, com algumas rugas próximas ao centro do talo. Os lobos que compõem o talo são planos ou côncavos, medindo de 4 a 8 mm de largura. As pseudocifelas são pequenas (até 300 μm de largura), aproximadamente circulares e puntiformes; são mais proeminentes na periferia do talo. Mais perto do centro, elas se agregam em regiões com propágulos pulverulentos chamados sorédios. Os sorédios são puntiformes, esbranquiçados e distintamente arredondados. Eles surgem de pseudocifelas pequenas e puntiformes, que frequentemente se tornam confluentes com a idade. Os sorédios são farinosos (pulverulentos) a mais ou menos granulares em talos mais antigos. Os apotécios (propágulos sexuais) são raramente produzidos por esta espécie; quando presentes, são do tipo lecanorino, com 2 a 8 mm de largura, e com uma margem talina frequentemente sorediada. Devido à raridade dos apotécios, acredita-se que o líquen se reproduza principalmente de forma assexuada por meio de seus sorédios ou estruturas semelhantes a sorédios, como blastídios. Estes são propágulos vegetativos contendo tanto o micobionte quanto o fotobionte, produzidos por brotamento semelhante ao de leveduras.

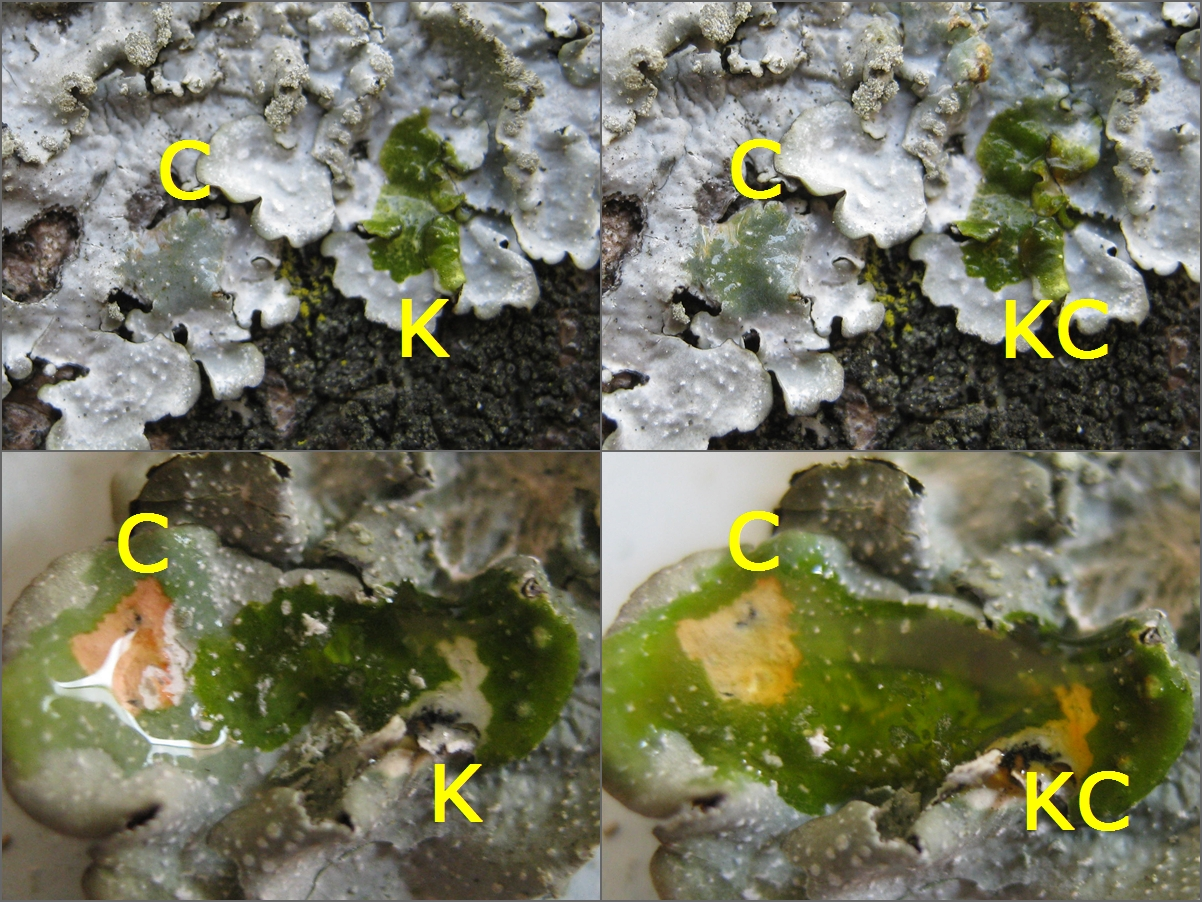
Testes de manchas padrão em Punctelia borreri mostrando o talo (parte superior) e a medula (parte inferior). A mudança de cor vermelho-rosada da medula nos testes C e KC indica a presença de ácido girofórico.

A superfície inferior do talo é marrom-escura, geralmente escurecendo em direção ao centro. A cor escura é causada por um pigmento biológico marrom observado no córtex em seções finas do talo. Spier e van Herk sugeriram que a cor da superfície inferior do talo escurece com a idade, o que explicaria por que os centros dos talos (a parte mais antiga) são os mais escuros. Há numerosas rizinas pretas ou marrom-claras não ramificadas presentes; estas funcionam como estruturas de fixação que ancoram o talo ao substrato.
Os ascos são octósporos e do tipo Lecanora. Os esporos são amplamente elipsoides, hialinos, e medem 15–18 por 12–15 μm. Os picnídios aparecem como pequenos pontos pretos (25–55 μm) imersos na superfície do talo. Os picnoconídios (propágulos assexuados produzidos nos picnídios) são baciliformes a levemente bifusiformes (ou seja, filiformes com um inchaço em ambas as extremidades), medindo entre 4 e 6 μm de comprimento e cerca de 1 μm de espessura. O fotobionte parceiro de Punctelia borreri é a espécie de alga verde Trebouxia gelatinosa [en].
Em termos de química secundária, Punctelia borreri é caracterizada pela presença de ácido girofórico e ácidos graxos não identificados na medula. O córtex contém atranorina e cloroatranorina. Em um estudo de espécimes coletados na Península Ibérica, P. borreri também apresentou consistentemente ácido lecanórico, lecanorato de orcinila e ácido orselínico como substâncias menores. Os autores observaram que a presença de ácido lecanórico nessas amostras foi surpreendente. Os resultados esperados para testes químicos padrão de liquens são: córtex superior - positivo amarelo para KOH, negativo para hipoclorito de cálcio; medula - negativo para KOH, positivo rosa avermelhado para hipoclorito de cálcio.

## Espécies semelhantes
A morfologia de Punctelia subrudecta é semelhante à de P. borreri, pois ambos os liquens têm uma margem externa brilhante e não pruinosa, uma cor cinza-mineral dos lobos, uma superfície lisa dos lobos e sorédios principalmente laminares. No entanto, Punctelia borreri possui pseudocifelas conspicuamente brancas e relativamente grandes distribuídas por toda a superfície dos lobos, geralmente tem uma superfície inferior mais escura e nunca é coberta por lobos secundários lisos. Além disso, Punctelia borreri contém ácido girofórico em vez de ácido lecanórico. Punctelia borreri pode ser distinguida de Punctelia ulophylla pela margem dos lobos não pruinosa. Punctelia borreri também é semelhante a P. jeckeri, mas contém ácido girofórico em vez de ácido lecanórico, e a superfície inferior do talo é preta.
O gradiente de cor da periferia ao centro da superfície inferior do talo é importante para distinguir Punctelia borreri de Punctelia subrudecta e Punctelia perreticulata; nestas últimas duas espécies, a superfície inferior é uniformemente pálida ou mais clara próximo ao centro. As pseudocifelas em P. borreri são bastante conspicuamente brancas em comparação com as pseudocifelas amareladas de P. subrudecta. Além disso, Punctelia subrudecta reage vermelho na medula com hipoclorito de cálcio, indicando a presença de ácido lecanórico como seu principal composto químico secundário. Punctelia reddenda é outro membro do chamado complexo de espécies P. borreri. Esta espécie é distinguida por sorédios laminares e marginais que tendem a formar pseudo-isídios. Outro semelhante é Punctelia stictica, que pode ser distinguido de P. borreri por seu crescimento saxícola, margens marrons na superfície superior do talo e pseudocifelas de forma irregular.
O líquen subtropical Flavopunctelia borrerioides foi nomeado por sua semelhança com Punctelia borreri. Ele apresenta pseudocifelas laminares arredondadas conspícuas que se desenvolvem em sorédios, semelhantes ao seu homônimo. Diferentemente de Punctelia, as espécies de Flavopunctelia contêm ácido úsnico no córtex, um composto químico secundário que tende a conferir aos talos deste gênero um tom amarelado. Punctelia borrerina também foi nomeada por sua semelhança com P. borreri. Ela difere na química de sua medula. Outro semelhante é Punctelia transtasmanica, encontrado apenas na Nova Zelândia e na Tasmânia. Diferentemente de P. borreri, este endêmico australasiano contém ácido lecanórico em vez de ácido giroforico como o principal composto químico secundário na medula.

## Habitat e distribuição
Punctelia borreri geralmente cresce sobre cascas, mas ocasionalmente é encontrado em rochas. O líquen tem uma distribuição cosmopolita, tendo sido registrado na África, Ásia, Austrália, Europa, América do Norte e América do Sul. Sua distribuição na América do Norte é amplamente limitada à costa oeste, da Califórnia ao Canadá. Embora algumas ocorrências tenham sido relatadas em Ohio e Virgínia Ocidental, é raro no leste da América do Norte. No México, ocorre apenas em Veracruz. Na Australásia, Punctelia borreri é amplamente distribuído, tendo sido relatado em todo o leste da Austrália e Nova Zelândia. É relativamente comum no leste da Austrália (incluindo Queensland, Nova Gales do Sul e Victoria), mas é raro na Nova Zelândia. Na Índia, ocorre em regiões subtropicais e temperadas inferiores em altitudes de 1500 a 2200 m. Um registro de 2017 do Vale de Hunza, no Paquistão, foi a primeira ocorrência documentada para aquele país.

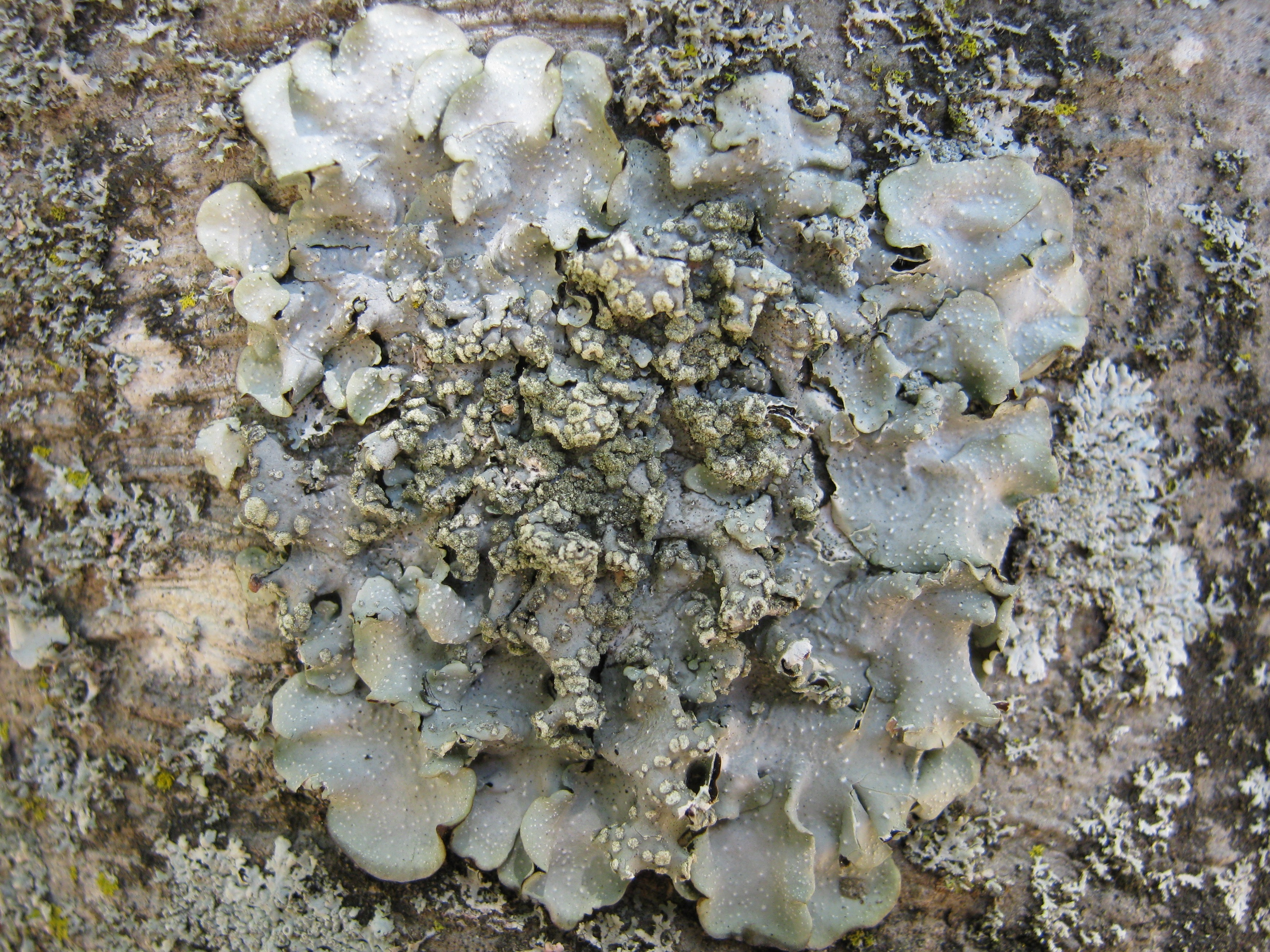
Punctelia borreri no Parque Florestal de Monsanto, Portugal.

Antes de sua expansão de alcance na Europa, Punctelia borreri era conhecido por ter uma distribuição fortemente oceânica, com ocorrências esparsas na parte central do continente. Em uma lista de verificação de 2008 de todos os liquens parmelioides na Europa (atualizada em 2011), foi observado que P. borreri foi registrado em 21 países e grupos de ilhas. Na Irlanda, o líquen tende a crescer em árvores decíduas encontradas em áreas bem iluminadas e ricas em nutrientes, como próximo a fazendas, margens de rios, sebes e em jardins ou pomares. Punctelia borreri não é particularmente seletivo quanto ao tipo de casca que utiliza como substrato. Em um estudo holandês, foi registrado crescendo em bordo-da-noruega, bétula, Carpinus betulus [en], faia-europeia, Fraxinus excelsior, Quercus rubra, Tilia, Ulmus, bem como nos gêneros Robinia e Prunus. Até mesmo um acessório de iluminação de plástico pode ser um substrato potencial para este líquen, desde que esteja adequadamente enriquecido por eutrofização, como ocorre quando é usado como ponto de descanso para aves. Quando o conselho municipal de Leusden (Países Baixos) decidiu substituir as cúpulas de plástico das luminárias de rua, descobriu-se que algumas dessas luminárias, localizadas em um ambiente urbano rico em árvores por 25 a 40 anos, estavam cobertas de líquens, às vezes completamente. Em um caso, P. borreri cobria cerca de 80% da superfície da cúpula, o que foi notável, considerando que o líquen não era conhecido nos Países Baixos até a década de 1990.
No final da década de 1990, foi observado um aumento na frequência de Punctelia borreri nos Países Baixos, onde, até então, ocorria muito raramente. Esse aumento populacional seguiu uma redução nos níveis do poluente dióxido de enxofre. Flavoparmelia soredians e Flavoparmelia caperata foram outras duas espécies foliáceas que experimentaram um aumento semelhante na frequência regional durante esse período. Da mesma forma, na República Tcheca, P. borreri foi uma das várias espécies de liquens que recolonizaram a paisagem empobrecida de liquens após a dessulfurização de usinas termoelétricas a carvão no início da década de 1990. Mudanças na distribuição geográfica e nas frequências regionais de P. borreri também foram atribuídas ao aumento das temperaturas observadas nas últimas décadas na Europa Central. Em um estudo alemão de 2017 que determinava a adequação de vários liquens locais como potenciais bioindicadores de mudanças climáticas, P. borreri foi notado como muito raro na Renânia no século XIX, mas cada vez mais prevalente desde 2001. Por essa razão, é usado como um indicador de mudanças climáticas neste país. Na Península Ibérica, Punctelia borreri era considerada uma espécie principalmente costeira, mas foi relatada no planalto central pela primeira vez em 2004, no Parque del Oeste. Essa aparição correspondeu à instalação de um sistema especial de irrigação por névoa fina projetado para manter um nível constante de umidade relativa no ar, bem como a uma diminuição da poluição por dióxido de enxofre em Madri. Esses fatores tornaram o ambiente resultante mais semelhante ao clima das regiões costeiras da Península Ibérica.

## Ecologia
Vários fungos endofíticos (fungos que vivem dentro dos tecidos de plantas ou líquens) foram isolados dos talos de Punctelia borreri. Estes incluem Chaetomium globosum [en], Hypoxylon fuscum (estágio conidial), Nodulisporium hyalosporum, Spirographa ciliata (estágio conidial), bem como táxons não identificados até o nível de espécie dos gêneros Chaetomium, Nodulisporium, Phoma, Thielavia e Scopulariopsis.
Duas espécies de fungos liquenícolas que foram registrados parasitando Punctelia borreri são Nesolechia oxyspora [en] e Xenonectriella subimperspicua. A infecção pelo último desses fungos parasitas cria áreas descoloridas no talo do hospedeiro.

## Usos humanos e pesquisa
Punctelia borreri tem sido usada na medicina tradicional chinesa como um suposto remédio para uma variedade de doenças, incluindo dermatite crônica, visão embaçada, sangramentos uterinos ou de lesões externas, e para feridas e inchaços. Para uso, uma decocção era ingerida, ou o líquen seco e pulverizado era aplicado diretamente na área afetada.
Testes de laboratório utilizando o método de difusão em disco mostraram que extratos à base de etanol de P. borreri têm efeitos antimicrobianos contra as bactérias Xanthomonas campestris e Staphylococcus aureus. Em um estudo explorando o potencial de vários liquens como agentes antidiabéticos, P. borreri foi destacado por sua capacidade in vitro de inibir a α-amilase, uma enzima-chave na digestão de carboidratos.